# Madison McLaughlin
Madison McLaughlin é uma atriz americana. Ela é mais conhecida por interpretar Krissy Chambers na série de televisão "Supernatural" (em 2011 e 2012) da The CW, no papel de Annabeth "Annie" Lisbon na série de televisão "The Mentalist" (em 2011) da CBS e por sua participação especial em um episódio da série de televisão "Teen Wolf (3.ª temporada)" da MTV.

## Biografia
Nascida como Madison Blaine Favaron.
McLaughlin nasceu na cidade de Baton Rouge, localizada em Louisiana. Ela tem três irmãs mais novas: Marissa, Mallory e Mahrynn.
Provavelmente, a sua característica física mais famosa é a marca de nascença que possui bem abaixo do olho esquerdo.

## Carreira de atriz
Em 2013, Madison faz uma participação especial como atriz convidada em um episódio da série de televisão "Teen Wolf (3.ª temporada)", exibida pela MTV. Ela aparece em cenas de flashback, no episódio intitulado de "Visionary" (temporada 3 no episódio 8), quando é revelada ao público a história de amor da aspirante a violinista Paige Krasikeva com o lobisomem adolescente do lobisomem Derek Hale (interpretado por Ian Nelson).
Em 2016, participou como participação especial na 4ª temporada e no elenco recorrente na 5ª temporada da série de televisão "Arrow", do The CW, onde interpreta a nova heroína Evelyn Crawford Sharp e o seu alter-ego Artemis, que por sua vez são baseadas na personagem Starling, da DC Comics.

## Pessoal
Nas redes sociais e na internet, tem várias fotos de Madison ao lado do ator Ian Nelson. Em 23 de maio de 2020, em meio ao isolamento mundial devido a pandemia de COVID-19, participou de uma live streaming através da sua página oficial no instagram ao lado do ator Ian Nelson.

## Filmografia
Televisão
| Ano         | Título                   | Personagem                      | Nota(s)                                                               |
| ----------- | ------------------------ | ------------------------------- | --------------------------------------------------------------------- |
| 2011        | The Mentalist            | Annabeth "Annie" Lisbon         | Temporada 4; episódio 6: "Where in the World is Carmine O'Brien?"     |
| 2011-2012   | Supernatural             | Krissy Chambers                 | S7E11: "Adventures in Babysitting" S8E18: "Freaks and Geeks"          |
| 2012        | NCIS                     | Rosie Martin                    | S8E10: "Gone"                                                         |
| 2013        | Modern Family            | Sienna                          | S5E7: "A Fair to Remember"                                            |
| 2013        | Teen Wolf (3ª temporada) | Paige Krasikeva                 | S3E8: "Visionary"                                                     |
| 2014        | Chicago PD               | Michelle Sovana                 | Em 9 episódios da temporada 3                                         |
| 2014        | Mad Men                  | Sarah                           | S7E10: "The Forecast"                                                 |
| 2015        | Finding Carter           | Olivia                          | S2E15 "Rabbit, Run" S2E18: "She's Come Undone"                        |
| 2015        | Girl Meets World         | Jasmine                         | S2E6: "Girl Meets the Tell-Tale-Tot"                                  |
| 2016 - 2017 | Arrow                    | Evelyn Crawford Sharp / Artemis | Participação especial na temporada 4 Elenco recorrente na temporada 5 |